# گلنوود (آلاباما)
گلنوود (به انگلیسی: Glenwood) شهری در شهرستان کرنشا ایالت آلاباما است که مساحت آن ۱٫۹ کیلومتر مربع است و در سرشماری سال ۲۰۱۰ میلادی، ۱۸۷ نفر جمعیت داشته و تراکم جمعیتی آن، ۹۸٫۴۲ نفر در هر کیلومتر مربع بوده است.